# HD 112171
HD 112171，又名BD+34 2369，SAO 63244、HR 4904，是一颗恒星，视星等为6.26，位于銀經117.74，銀緯83.57，其B1900.0坐标为赤經12h 49m 26.5s，赤緯+34° 83.57′ 34″。